# Panamerikanische Spiele 2011/Leichtathletik – 3000 m Hindernis der Männer

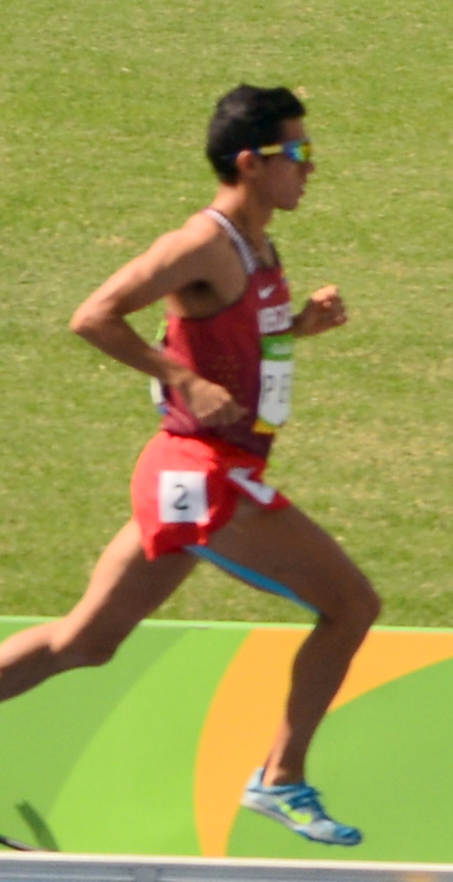
Der Sieger José Peña (2016)

Der 3000-Meter-Hindernislauf der Männer bei den Panamerikanischen Spielen 2011 fand am 28. Oktober 2011 im Telmex Athletics Stadium in Guadalajara statt.
Zwölf Athleten aus neun Ländern nahmen an dem Wettbewerb teil. Die Goldmedaille gewann José Peña nach 8:48,19 min, Silber ging an Hudson de Souza mit 8:48,75 min und die Bronzemedaille sicherte sich José Alberto Sánchez mit 8:49,75 min.

## Rekorde
Vor dem Wettbewerb galten folgende Rekorde:
| Weltrekord        | Saif Saaeed Shaheen   | 7:53,63 min | Memorial Van Damme, Brüssel, Belgien                  | 3. September 2004 |
| Rekord der Spiele | Wander do Prado Moura | 8:14,41 min | Panamerikanische Spiele in Mar del Plata, Argentinien | 22. März 1995     |

## Ergebnis
28. Oktober 2011, 17:05 Uhr
| Platz | Athlet               | Land               | Zeit (min) |
| ----- | -------------------- | ------------------ | ---------- |
|       | José Peña            | Venezuela          | 8:48,19    |
|       | Hudson de Souza      | Brasilien          | 8:48,75    |
|       | José Alberto Sánchez | Kuba               | 8:49,75    |
| 4     | Donald Cowart        | Vereinigte Staaten | 8:49,97    |
| 5     | Marvin Blanco        | Venezuela          | 8:50,85    |
| 6     | Derek Scott          | Vereinigte Staaten | 8:55,03    |
| 7     | Mario Bazán          | Peru               | 8.56,31    |
| 8     | Jose Bañales         | Mexiko             | 9:02,78    |
| 9     | Enzo Yañez           | Chile              | 9:07,63    |
| 10    | Mariano Mastromarino | Argentinien        | 9:09,42    |
|       | Cristian Patiño      | Ecuador            | DNF        |
|       | Yosvany Rodriguez    | Kuba               | DNF        |
|       | Alexander Greaux     | Puerto Rico        | DNS        |